# تنوجي-كو
تنوجي-كو (باليابانية: 天王寺区) هو حي في اليابان، يقع في أوساكا، بلغ عدد سكانه 78,372 نسمة وذلك حسب إحصائيات سنة 2017، تبلغ مساحته 4.80 كيلومتر مربع.

## التقسيمات الإدارية
- Uehonmachi  [لغات أخرى]‏
- Komiyachō  [لغات أخرى]‏
- Shitaderamachi  [لغات أخرى]‏
- Shitennōji  [لغات أخرى]‏
- Tamatsukuri  [لغات أخرى]‏.